# Václav Kadeřávek

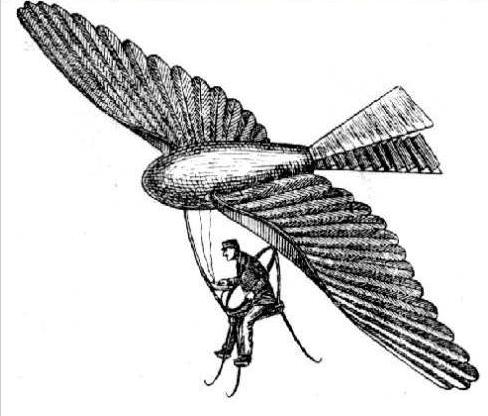
Kadeřávkův český samolet (1866)

Václav Kadeřávek (25. října 1835 Praha – 2. února 1881 Praha) byl český inženýr a literát, konstruktér "českého samoletu", letadla s pohyblivými křídly. Psal také fejetony, recenze a překládal do němčiny básně Adolfa Heyduka, Vítězslava Hálka a Jaroslava Vrchlického.

## Samolet
Po skončení studií na pražské technice roku 1860 se začal intenzivně zajímat o možnosti létání s pohyblivými křídly. Postavil malého kovového ptáčka se skutečnými ptačími křídly, kterými pohybovaly dva elektromagnety, napájené tenkými drátky z baterie. Ptáček, který vážil 5,6 g, se skutečně vznesl. Kadeřávek pak podrobně studoval tvary křídel i let hmyzu a ptáků, a to i pomocí fotografií, pro které si sám vyráběl i suché desky. Roku 1866 uveřejnil v Nerudových a Hálkových Květech originální projekt ornitoptéry, letadla s pohyblivými křídly. Křídla se tvarem i profilem podobala ptačím, ale s ocelovou kostrou a potažená hedvábím. V potahu měly být velké klapky, které se samovolně otvíraly při pohybu křídla vzhůru. Také ocasní plochy měly být pohyblivé. Trup byl proutěný, stejně jako sedačka pilota.
Kadeřávek původně počítal s pohonem křídel pomocí elektromagnetů, sestrojit suchou elektrickou baterii se mu však nepodařilo. Potom uvažoval o pístech, poháněných výbuchy střelné bavlny, a nakonec postavil model, poháněný vlastní silou. „Tímto letadlem učinil vskutku i dvé pokusův a to prvý na dvoře pivovaru ’u Voštěpů’, jehož sládek p. Jednorožec náležel mezi přední jeho příznivce, a druhý u přítomnosti několika svých přátel na rovině letenské u Prahy. Přístroj zmítal sebou sice po způsobu ptáka, který, jsa smrtelně raněn, marně usiluje uniknouti svým pronásledovatelům, ale do výše se nevznesl.“